# Paco Soler
Pour les articles homonymes, voir Soler.
Francisco Manuel « Paco » Soler Atencia, né le 5 mars 1970, est un footballeur espagnol évoluant au poste de milieu de terrain, reconverti comme entraîneur.
Il ne joue que dans un seul club au cours de sa carrière, le RCD Majorque. En championnat d'Espagne, il dispute un total de 168 rencontres pour trois buts inscrits au cours de neuf saisons à ce niveau sur 14 ans de présence en équipe première de son club. Par la suite, il devient entraîneur.

## Biographie

### Carrière en club
Joueur déterminé, Soler naît à Palma, Îles Baléares, et joue toute sa carrière avec le club local du RCD Majorque. Il réalise ses débuts en équipe première au cours de la saison 1990-1991, et dispute un total de 370 rencontres en championnat avec son club.
En 1996-1997, Soler fait partie de l'équipe qui accède à la Liga. Il apparait ensuite régulièrement la saison suivante, lors de laquelle l'équipe termine à la cinquième position. 
Il figure sur le banc des remplaçants lors de la finale de la Coupe des Coupes 1998-1999. Son bilan dans les compétitions européennes est de quatre matchs en Ligue des champions, sept en Coupe des coupes, et neuf en Coupe de l'UEFA. En Coupe de l'UEFA, il inscrit un but contre l'Ajax Amsterdam, le 9 décembre 1999, lors des seizièmes de finale de la compétition.
Dans ses deux dernières années de carrière, Soler ne joue pratiquement pas, et se retire à la fin de saison 2003-2004 à l'âge de 34 ans.
Il devient ensuite entraîneur. En janvier 2007, il prend en charge le club portugais du S. C. Beira-Mar. Il n'est pas en mesure d'aider le club d'Aveiro à éviter la relégation.
En février 2009, Soler retourne dans sa région natale remplaçant l'ancien espagnol international Francisco à la tête du CD Atlético Baleares, qui subit une nouvelle relégation.

### Carrière internationale
Soler fait partie de l'équipe qui remporte la médaille d'or aux Jeux olympiques d'été de 1992 à Barcelone, participant à quatre matches pour un total de 277 minutes.

## Palmarès

### En club
- Vainqueur de la Copa del Rey en 2003
- Finaliste de la Copa del Rey en 1998
- Vainqueur de la Supercoupe d'Espagne en 1998
- Finaliste de la Coupe des Coupes en 1999

### En sélection
- Médaille d'or aux Jeux olympiques d'été de 1992